# Vrata (okręg Mehedinți)
Vrata – wieś w Rumunii, w okręgu Mehedinți, w gminie Vrata. W 2011 roku liczyła 1599 mieszkańców.